# Willis James Hulings

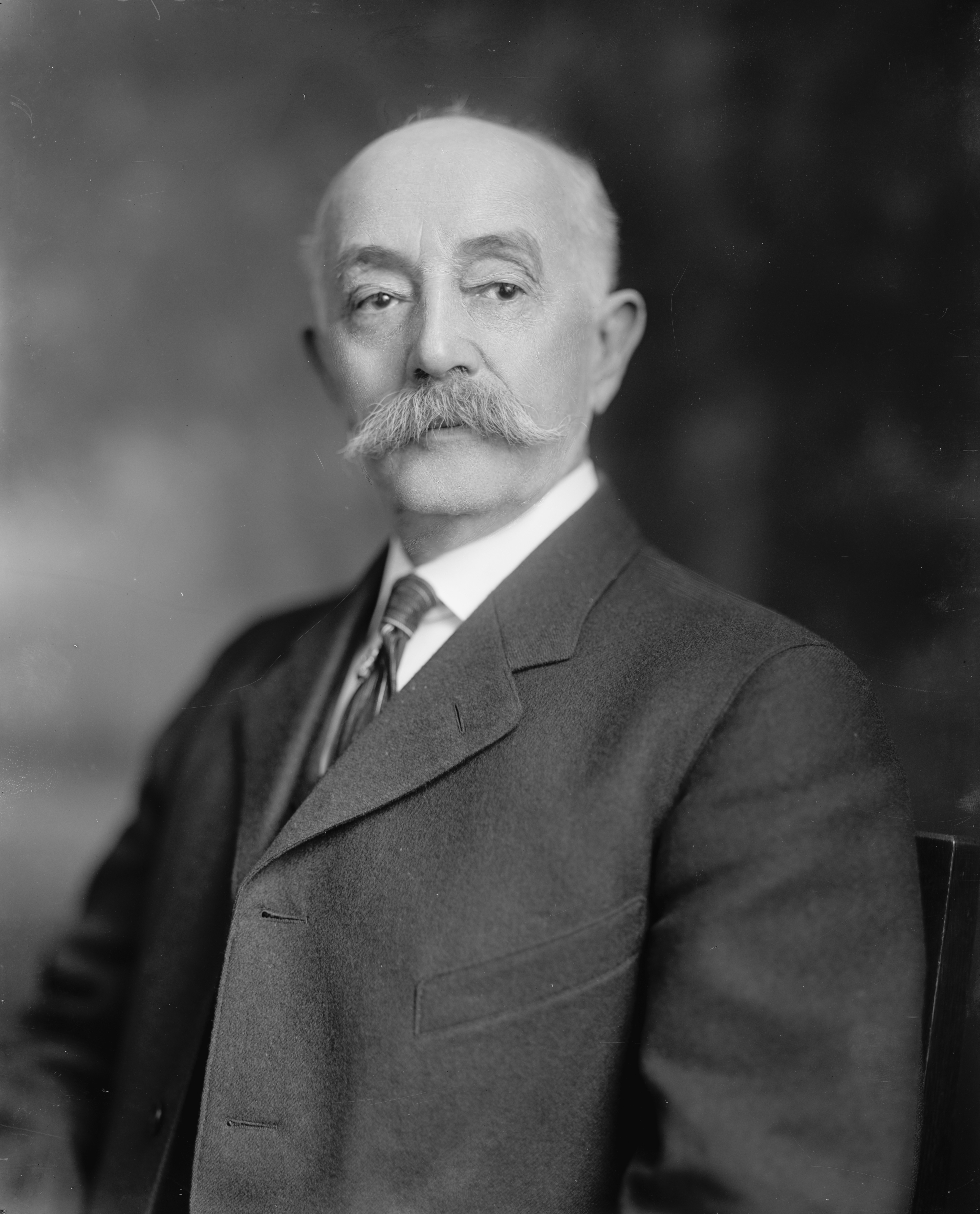
Willis James Hulings

Willis James Hulings (* 1. Juli 1850 in Rimersburg, Clarion County, Pennsylvania; † 8. August 1924 in Oil City, Pennsylvania) war ein US-amerikanischer Politiker. Zwischen 1913 und 1915 sowie nochmals von 1919 bis 1921 vertrat er den Bundesstaat Pennsylvania im US-Repräsentantenhaus.

## Werdegang
Willis Hulings besuchte die öffentlichen Schulen seiner Heimat und die Kittanning Academy. Nach einem anschließenden Jurastudium wurde er als Rechtsanwalt zugelassen. Ob er tatsächlich als Jurist praktiziert hat, ist nicht überliefert. In den folgenden Jahren arbeitete er als Bauingenieur. Außerdem war er im Bergbaugeschäft und in der Petroleumbranche tätig. Politisch wurde er Mitglied der Republikanischen Partei. Zwischen 1881 und 1887 saß er als Abgeordneter im Repräsentantenhaus von Pennsylvania. Von 1876 bis 1912 war Hulings auch in der Nationalgarde von Pennsylvania aktiv, in der er bis zum Brigadegeneral aufstieg. Als solcher nahm er auch am Spanisch-Amerikanischen Krieg von 1898 teil. Von 1906 bis 1910 gehörte er dem Senat von Pennsylvania an. Im Jahr 1912 schloss er sich der vom früheren Präsidenten Theodore Roosevelt gegründeten Progressive Party an.
Bei den Kongresswahlen des Jahres 1912 wurde Hulings im 28. Wahlbezirk von Pennsylvania in das US-Repräsentantenhaus in Washington, D.C. gewählt, wo er am 4. März 1913 die Nachfolge des Republikaners Peter Moore Speer antrat. Da er im Jahr 1914 nicht wiedergewählt wurde, konnte er bis zum 3. März 1915 zunächst nur eine Legislaturperiode im Kongress absolvieren. Damals wurden der 16. und der 17. Verfassungszusatz ratifiziert. Dabei ging es um die Einführung der bundesweiten Einkommensteuer sowie die Direktwahl der US-Senatoren.
Nach dem Ende seiner Zeit im US-Repräsentantenhaus kehrte Hulings zu den Republikanern zurück. Bei den Wahlen des Jahres 1918 wurde er im 28. Distrikt seines Staates erneut in den Kongress gewählt, wo er am 4. März 1919 den Demokraten Earl Hanley Beshlin ablöste. Im Jahr 1920 wurde er nicht in seinem Mandat bestätigt. Daher konnte er bis zum 3. März 1921 nur eine weitere Amtszeit im US-Repräsentantenhaus verbringen. In den Jahren 1919 und 1920 wurden der 18. und der 19. Verfassungszusatz ratifiziert. Dabei ging es um das Verbot des Handels mit alkoholischen Getränken bzw. um die bundesweite Einführung des Frauenwahlrechts.
Nach seinem endgültigen Ausscheiden aus dem Kongress ist Willis Hulings politisch nicht mehr in Erscheinung getreten. Er starb am 8. August 1924 in Oil City, wo er auch beigesetzt wurde.